# Aree metropolitane spagnole
Qui di seguito viene riportata una lista delle maggiori aree metropolitane della Spagna per popolazione.
|    | Area                       | Popolazione |
| -- | -------------------------- | ----------- |
| 1  | Madrid                     | 5,603,285   |
| 2  | Barcellona                 | 4,992,193   |
| 3  | Valencia                   | 1,671,189   |
| 4  | Siviglia                   | 1,294,081   |
| 5  | Malaga                     | 978.351     |
| 6  | Bilbao                     | 950,829     |
| 7  | Gijón                      | 295,097     |
| 8  | Alicante                   | 676,237     |
| 9  | Saragozza                  | 656,922     |
| 10 | Granada                    | 650,000     |
| 11 | Las Palmas de Gran Canaria | 609,628     |
| 12 | Murcia                     | 557,583     |
| 13 | Palma di Maiorca           | 462,010     |
| 14 | Vigo                       | 420,672     |
| 15 | Santa Cruz de Tenerife     | 409,621     |
| 16 | Cadice                     | 406,095     |
| 17 | San Sebastián              | 405,099     |
| 18 | La Coruña                  | 388,692     |
| 19 | Valladolid                 | 377,562     |
| 20 | Santander/Torrelavega      | 363,563     |
| 21 | Tarragona/Reus             | 348,921     |
| 22 | Pamplona                   | 319,208     |

## Fonte
- AUDES project 2007 statistical data (XLS), su alarcos.inf-cr.uclm.es. URL consultato il 22 agosto 2011 (archiviato dall'url originale il 22 agosto 2011).